# ناصر إبراهيمي
ناصر إبراهيمي (بالفارسية: ناصر ابراهیمی) هو لاعب كرة قدم ومدرب كرة قدم إيراني، ولد في 20 أغسطس 1940 في طهران في إيران. لعب مع نادي استقلال طهران ونادي برق شيراز ونادي شاهين طهران.